# Halocyprida
Ordre
Les Halocyprida sont un ordre de crustacés de la classe des ostracodes et de la sous-classe des Myodocopa.

## Liste des sous-ordres
- Cladocopina
- Halocypridina